# Ivo Komsic
Ivo Komšić (Kiseljak, 16 de juny de 1948) és l'alcalde actual de Sarajevo, la capital de Bosnia i Hercegovina, i un polític de la Unió Democràtica Social de Bòsnia i Hercegovina.

## Biografia
Komšić Va néixer a Kiseljak, República Socialista de Bòsnia i Hercegovina, Iugoslàvia. Va ser el president de la Cambra del Poble de la Federació de Bòsnia i Hercegovina entre 2000 i 2002. Entre 2006 i 2010 va ser membre de la Cambra de Representants de la Federació de Bòsnia i Hercegovina. El 2010, va ser anomenat degà de la Facultat de Filosofia de la Universitat de Sarajevo.